# 小水滴君
小水滴君（日语： Pichonkun）是日本大金工業家用空調產品的吉祥物，形像是基於擬人化的水滴，代表著滋潤大地的濕氣。曾經於電視廣告、CD大碟、畫集等媒體出現過。他與Qoo的簡單造型、頭上小尖端、高頭身比例和貓嘴頗為相似。是日文水滴聲的擬聲詞。
目前除小水滴君自身外，尚有小湯浴水君和小機械水滴君。

## 外部連結
- （日語）http://www.daikin.co.jp/pichon/ （页面存档备份，存于）
- （中文）大金空調台灣總代理和泰興業 （页面存档备份，存于）